# Metroxylon vitiense
Metroxylon vitiense är en enhjärtbladig växtart som först beskrevs av Hermann Wendland, och fick sitt nu gällande namn av Joseph Dalton Hooker. Metroxylon vitiense ingår i släktet Metroxylon och familjen Arecaceae.
Artens utbredningsområde är Fiji. Inga underarter finns listade i Catalogue of Life.

## Bildgalleri

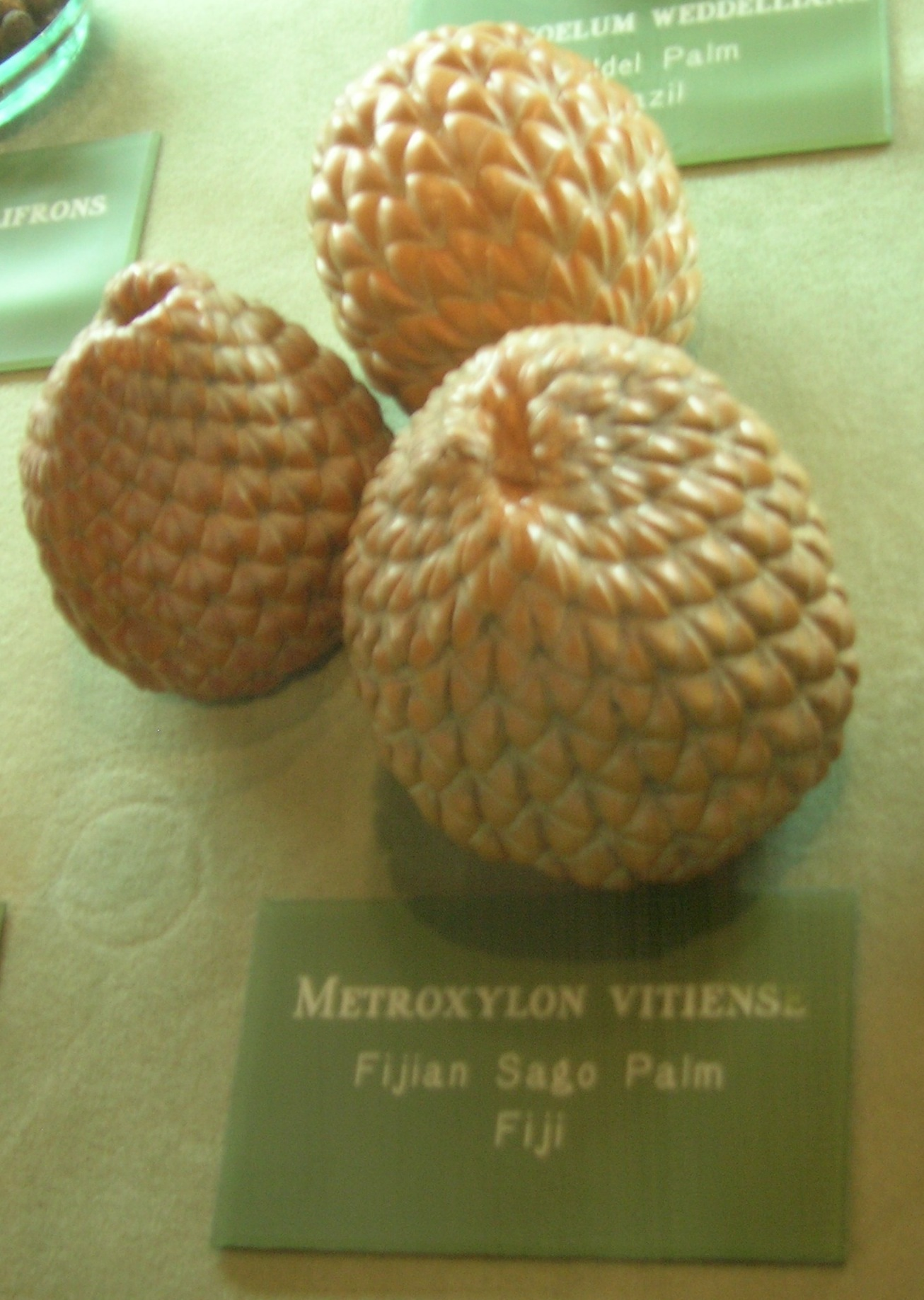